# Террамуггус (Коннектикут)
Террамуггус (англ. Terramuggus) — переписна місцевість (CDP) в США, в окрузі Гартфорд штату Коннектикут. Населення — 990 осіб (2020).

## Географія
Террамуггус розташований за координатами 41°38′1″ пн. ш. 72°28′19″ зх. д. / 41.63361° пн. ш. 72.47194° зх. д. (41.633558, -72.471843).  За даними Бюро перепису населення США в 2010 році переписна місцевість мала площу 3,31 км², з яких 2,98 км² — суходіл та 0,33 км² — водойми.

## Демографія
Згідно з переписом 2010 року, у переписній місцевості мешкало 1025 осіб у 398 домогосподарствах у складі 302 родин. Густота населення становила 310 осіб/км².  Було 431 помешкання (130/км²).
Расовий склад населення:
| - 95,2 % — білих - 1,4 % — азіатів - 0,6 % — чорних або афроамериканців - 0,1 % — корінних американців |

До двох чи більше рас належало 2,4 %. Частка іспаномовних становила 1,2 % від усіх жителів.
За віковим діапазоном населення розподілялося таким чином: 25,3 % — особи молодші 18 років, 63,0 % — особи у віці 18—64 років, 11,7 % — особи у віці 65 років та старші. Медіана віку мешканця становила 42,3 року. На 100 осіб жіночої статі у переписній місцевості припадало 96,0 чоловіків;  на 100 жінок у віці від 18 років та старших — 96,4 чоловіків також старших 18 років.
Середній дохід на одне домашнє господарство  становив 94 112 долари США (медіана — 96 667), а середній дохід на одну сім'ю — 95 220 доларів (медіана — 101 500). 
Цивільне працевлаштоване населення становило 491 особа. Основні галузі зайнятості: науковці, спеціалісти, менеджери — 21,2 %, освіта, охорона здоров'я та соціальна допомога — 19,8 %, виробництво — 19,1 %.